# 美雪、美雪
《美雪、美雪》是日本漫畫家安達充早期長篇戀愛喜劇加運動的日本漫畫代表作品之一。連載於1980年至1984年在少年漫畫雑誌《少年Big Comic》（小學館）1980年17號至1984年18號。曾經入圍第28回（昭和57年度）小學館漫畫獎。台灣早期曾經翻譯為《我愛妹妹》。
該作品曾在1983年至1984年播過同名電視動畫，此外還有真人電影及電視劇版（下述）。

## 單行本
全部都由小學館出版發行。
- 〈少年Big Comics（日语：少年ビッグコミック）〉，全12冊（1981年－1984年）
- 〈少年Sunday Comics〉Wide版，全5冊（1990年）
- 〈小學館文庫〉，全7冊（1997年－1998年）
- 〈My First〉WIDE版，全4冊（2001年）
- 〈Young Sunday Comics〉Wide版，全5冊（2008年）

## 登場人物

### 主要登場人物
若松真人（聲優：鳥海勝美；台灣：劉傑）
本作男主角。在兩個“美雪”之間不斷搖擺，在妹妹小美雪即将结婚的时候种明白了自己的心意，最後和無血緣關係的妹妹美雪結婚。
若松美雪／小美雪（聲優：荻野目洋子；台灣：馮友薇）
男主角若松真人的妹妹，与真人没有血缘关系。从小时候就喜欢着哥哥若松真人，但后来为了哥哥的幸福决定嫁给真人的朋友优一，最后在订婚酒宴上被真人的告白打动，最终和真人结婚。
鹿島美雪／大美雪（聲優：鶴弘美；台灣：許淑嬪）
真人高中及大學時期的女朋友，最後為了減輕心理的疼痛(真人娶他的妹妹美雪)，獨自去北海道一個人隱居。

### 其他登場人物
間崎龍一（聲優：大林隆介）
家中經營咖啡廳及海邊民宿。原為若松真人的同班同學。喜歡若松美雪，得知若松美雪要入學青華高中時，自願留級也要與若松美雪同年級與同班。
村木好夫（聲優：鹽澤兼人；台灣：馮友薇）
真人的高中同班同学。喜歡若松美雪，但是没有什么实际的行动，可以说是真人的损友。
中田虎夫（聲優：玄田哲章）
原為白樺女子中學的體育教師。喜歡若松美雪，為了若松美雪申請從白樺女子中學轉調至青華高中任教。
鹿島安次郎（聲優：富山敬）
鹿島美雪的父親，又稱二把刀安次郎，職業為刑警。喜歡若松美雪。
澤田優一
若松真人與若松美雪的青梅竹馬，足球高手。知道若松真人與若松美雪沒有血緣關係，喜歡若松美雪，本來準備與若松美雪訂婚，卻因若松真人表明對若松美雪的真正心意後，成全若松真人與若松美雪。
香坂健二（聲優：森功至）
若松真人與鹿島美雪的高中同學。喜歡鹿島美雪。千方百計想破壞若松真人與鹿島美雪的感情，不過都失敗；比若松真人與鹿島美學早一年考上青秀大學(若松真人落榜，鹿島美雪自願陪若松真人重考一年)，成為若松真人與鹿島美雪的學長。

## 電視動畫
1983年3月31日至1984年2月3日在富士電視台系列的平日晚間19時段首播，全37話。由Kitty film總承包製作。

### 製作人員
- 製作：多賀英典（Kitty film）
- 原作：安達充
- 企劃：落合茂一（Kitty film）
- 企劃協力：宇佐美廉（OB企劃）
- 製作人：宮田智行（現名：宮田知行／Kitty film）
- 音樂：Lion Merry、天野正道、安西史孝
- 人物設定：遊佐和重
- 美髮造型：鶴卷葉子
- 首席製作：森本一雄
- 製作主任：山津真岐子
- 美術監督：海保仁三朗
- 藝術設計：早乙女滿
- 音響監督：松浦典良（日语：松浦典良）
- 攝影監督：都島雅義
- 首席導演：西久保瑞穗
- 富士電視台製作人：岡正
- 色彩指定：西川裕子、小松利江
- 美術設定：村上律子、須藤榮子、中座洋次
- 剪輯：西出榮子
- 製作擔當：赤澤信幸、阿部英次
- 效果：伊藤克己（日语：スワラ・プロ）
- 調整：高橋弘幸
- 錄音工作室：整音工作室（日语：ドリーム・フォース）
- 音響製作：現
- 現像所：東京現像所（日语：東京現像所）
- 製作工作室：Kitty film三鷹工作室
- 製作：Kitty film、富士電視台

### 主題歌
片頭曲
作詞：阿木燿子，作曲：鈴木喜三郎，編曲：萩田光雄，主唱：H2O
該歌曲和單曲盤的歌詞不一樣的是，副歌中的「everyday」在動畫中則是改成「美雪（みゆき）」。
片尾曲
（第1話－第13話、第20話－第22話）
作詞：阿木燿子，作曲：鈴木喜三郎，編曲：萩田光雄，主唱：H2O
最終話曾當作背景音樂使用。
（第14話 - 第19話）
作詞：中里綴，作曲：吉田雅彥，編曲：星勝，主唱：河合美智子
（第23話－最終話）
作詞：山川啓介，作曲：鈴木喜三郎，編曲：星勝，主唱：H2O
插入歌
、
作詞：來生悅子，作曲、主唱：來生孝夫，編曲：松井忠重

作詞：來生悅子，作曲、主唱：來生孝夫，編曲：矢倉銀
「疑惑」
作詞：來生悅子，作曲、主唱：來生孝夫，編曲：星勝
「坂道の天使」
作詞：來生悅子，作曲、主唱：來生孝夫，編曲：坂本龍一
「Goodbye Day」
作詞：來生悅子，作曲、主唱：來生孝夫，編曲：松任谷正隆

作詞、作曲：高尾守，編曲、主唱：TAKAO & THE VIEW
「、Make Love」
作詞：和久井光司、大山潤子，作曲：和久井光司，編曲、主唱：

作詞：Adamo、岩谷時子，作曲 ：Adamo，編曲、主唱：Virgin VS

作詞、作曲：，編曲、主唱：Virgin VS

作詞：EVANS,RAY、音羽貴志，作曲：JAY LIVINGSTON，編曲：今井裕，主唱：

作詞：安藤芳彥，作曲、編曲、主唱：小林泉美
「HELLO VIBRATION」
作詞：千明哲也，作曲、編曲：星勝，主唱：H2O

### 各話列表
| 話數 | 日文標題 | 編劇                  | 分鏡       | 演出       | 作畫監督 |
| ---- | -------- | --------------------- | ---------- | ---------- | -------- |
| 1    |          | 金子裕 西久保瑞穗     | 西久保瑞穂 | 西久保瑞穂 | 野部駿夫 |
| 2    |          | 柳川茂                | 西久保瑞穗 | 時田廣子   | 野部駿夫 |
| 3    |          | 柳川茂                | 西久保瑞穗 | 大町繁     | -        |
| 4    |          | 金子裕                | 古川順康   | 古川順康   | 野部駿夫 |
| 5    |          | 土屋斗紀雄            | 大町繁     | 大町繁     | -        |
| 6    |          | 柳川茂                | 時田廣子   | 時田廣子   | 多賀和廣 |
| 7    |          | 大橋志吉              | 西久保瑞穗 | 西久保瑞穗 | 阿部正己 |
| 8    |          | 土屋斗紀雄            | 大町繁     | 大町繁     | -        |
| 9    |          | 土屋斗紀雄            | 古川順康   | 古川順康   | 野部駿夫 |
| 10   |          | 柳川茂                | 兒玉兼嗣   | 兒玉兼嗣   | 神村幸子 |
| 11   |          | 土屋斗紀雄            | 大町繁     | 大町繁     | 遊佐和重 |
| 12   |          | 土屋斗紀雄            | 西久保瑞穗 | 坂田純一   | 谷口守泰 |
| 13   |          | 大橋志吉              | 時田廣子   | 時田廣子   | 阿部正己 |
| 14   |          | 柳川茂                | 真砂智康   | 真砂智康   | 薄井義雄 |
| 15   |          | 土屋斗紀雄            | 西久保瑞穗 | 內藤正志   | 野部駿夫 |
| 16   |          | 柳川茂                | 兒玉兼嗣   | 兒玉兼嗣   | 神村幸子 |
| 17   |          | 大橋志吉              | 古川順康   | 坂田純一   | 阿部正己 |
| 18   |          | 土屋斗紀雄            | 時田廣子   | 時田廣子   | 遊佐和重 |
| 19   |          | 大橋志吉              | 真砂智康   | 鈴木幹雄   | 薄井義雄 |
| 20   |          | 島田滿                | 兒玉兼嗣   | 兒玉兼嗣   | 神村幸子 |
| 21   |          | 大橋志吉              | 真砂智康   | 鈴木幹雄   | 薄井義雄 |
| 22   |          | 柳川茂                | 兒玉兼嗣   | 兒玉兼嗣   | 神村幸子 |
| 23   |          | 大橋志吉              | 時田廣子   | 時田廣子   | 谷口守泰 |
| 24   |          | 島田満                | 西久保瑞穗 | 西久保瑞穗 | 遊佐和重 |
| 25   |          | 柳川茂                | 坂田純一   | 坂田純一   | 遊佐和重 |
| 26   |          | 土屋斗紀雄 西久保瑞穂 | 西久保瑞穗 | 西久保瑞穗 | 阿部正己 |
| 27   |          | 大橋志吉              | 兒玉兼嗣   | 兒玉兼嗣   | 神村幸子 |
| 28   |          | 土屋斗紀雄            | 西久保瑞穗 | 田代文夫   | 遊佐和重 |
| 29   |          | 彥坂健二              | 坂田純一   | 坂田純一   | 遊佐和重 |
| 30   |          | 彥坂健二              | 真砂智康   | 鈴木幹雄   | 薄井義雄 |
| 31   |          | 柳川茂                | 真砂智康   | 鈴木幹雄   | 薄井義雄 |
| 32   |          | 彥坂健二              | 田代文夫   | 田代文夫   | 谷口守泰 |
| 33   |          | 土屋斗紀雄            | 真砂智康   | 鈴木幹雄   | 薄井義雄 |
| 34   |          | 柳川茂                | 真砂智康   | 鈴木幹雄   | 薄井義雄 |
| 35   |          | 島田滿                | 坂田純一   | 坂田純一   | 阿部正己 |
| 36   |          | 土屋斗紀雄            | 時田廣子   | 時田廣子   | 谷口守泰 |
| 37   |          | 柳川茂                | 時田廣子   | 時田廣子   | 谷口守泰 |

## 真人電影
1983年9月16日在日本首映，由井筒和幸執導，東寶配給。永瀨正敏、宇沙美由香里、三田寬子等人領銜主演。

### 演員列表（電影）
- 若松真人：永瀨正敏
- 若松美雪／小美雪：宇沙美由香里（日语：宇沙美ゆかり）
- 鹿島美雪／大美雪：三田寬子（日语：三田寛子）
- 間崎龍一：嶋大輔（日语：嶋大輔）
- 矢內清美：橫田仁美
- 三原佐知子：桂田裕子
- 村木好夫：吉田充
- 神秘女大學生：石原真理子（日语：石原真理子）
- 家庭教師·杉原：北詰友樹（日语：北詰友樹）
- 鹿島美雪的母親：長內美那子（日语：長内美那子）
- 重：佐佐木澄江
- 鹿島安次郎：三遊亭圓樂（日语：三遊亭圓楽 (5代目)）
- 龍一的母親：木之實奈奈（日语：木の実ナナ）

### 製作人員（電影）
- 編劇：高星由美子
- 音樂：奧慶一（日语：奥慶一）、萩田光雄（日语：萩田光雄）
- 音樂監督：早川裕
- 製作總指揮：多賀英典
- 製作人：伊地智啓（日语：伊地智啓）
- 企劃協力：宇佐美廉
- 導演：井筒和幸（日语：井筒和幸）
- 攝影：伊藤昭裕
- 照明：木村誠作
- 錄音：小野寺修
- 美術：德田博
- 剪輯：冨田功（日语：冨田功）
- 助理導演：矢野廣成
- 製作擔當者：青木勝彥

### 歌曲
主題歌「南風」
主唱：永瀨正敏
插入歌

主唱：嶋大輔

主唱：三田寬子
「Miss you baby」
主唱：上田正樹

## 電視劇
1986年8月4日星期一晚間19時30分至20時54分，以全1話的連續劇特輯方式同樣在富士電視台系列首播。由野野村真、河合園子主演。還有河合園子在這部是一人分飾二角。

### 演員列表（電視劇）
- 若松真人：野野村真（日语：野々村真）
- 若松美雪、鹿島美雪：河合園子（日语：河合その子）
- 間崎龍一：山田辰夫（日语：山田辰夫）
- 水島：柄澤次郎（日语：柄沢次郎）
- 祐子：遠藤由美子（日语：森下由実子）
- 佐和子：市川香（日语：市川かおり）
- 清美：菊地直子
- 柿本：小宮健吾（日语：小宮健吾）
- 山本講師：Bengal（日语：ベンガル (俳優)）
- 白鷹警官：新井康弘（日语：新井康弘）
- 高木：大地康雄
- 占卜師：山崎功（日语：山崎イサオ）
- 服務人員：橋本薰子
- 木村友子：鹽澤時（日语：塩沢とき）
- 瀬川醫師：荒井注（日语：荒井注）

### 製作人員（電視劇）
- 編劇：奧津啓治
- 演出：若松節朗
- 製作人補：鹽澤浩二（日语：塩澤浩二）
- 演出補：河野圭太（日语：河野圭太）
- 企劃：久保田榮一（日语：久保田榮一）、大黑章弘
- 製作人補：石川泰平、若松節朗、谷慎輔
- 製作協力：渡邊Production（日语：渡辺プロダクション）
- 製作：富士電視台、共同電視

## 外部連結
- 美雪、美雪 （页面存档备份，存于） （日語）－allcinema（日语：allcinema）
- 美雪、美雪 （页面存档备份，存于） （日語）－KINENOTE（日语：キネマ旬報映画データベース）
- 美雪、美雪 （页面存档备份，存于） （日語）－Movie Walker（日语：Movie Walker）
- 美雪、美雪 （页面存档备份，存于） （日語）－
- 互联网电影数据库（IMDb）上《美雪、美雪》的资料（英文）